# As-Sura as-Saghira
As-Sura as-Saghira (arab. لصورة الصغيرة) – miasto w Syrii, w muhafazie As-Suwajda. W 2004 roku liczyło 1517 mieszkańców.